# معتمدية القلعة الصغرى
معتمدية القلعة الصغرى إحدى معتمديات الجمهورية التونسية، تابعة لولاية سوسة.